# Bezpalij
Bezpalij – polski herb szlachecki z nobilitacji.

## Opis herbu
W polu barwy niewiadomej dwie gwiazdy w słup, z prawej buława, z lewej szabla. 
Brak informacji o klejnocie nad hełmem w koronie.

## Historia herbu
Nadany w 1659 roku.

## Herbowni
Bezpalij.